# نابویه
نابویه (به صربی: Naboje) یک منطقهٔ مسکونی در صربستان است که در توتین، صربستان واقع شده‌است. نابویه ۲۱۸ نفر جمعیت دارد.